# Навасота (Техас)
Навасота (англ. Navasota) — місто (англ. city) в США, в округах Бразос і Граймс у східній частиніштату Техас. Населення — 7643 особи (2020).

## Географія
Навасота розташована за координатами 30°23′20″ пн. ш. 96°5′21″ зх. д. / 30.38889° пн. ш. 96.08917° зх. д. (30.388978, -96.089076).  За даними Бюро перепису населення США в 2010 році місто мало площу 19,14 км², з яких 19,05 км² — суходіл та 0,09 км² — водойми. В 2017 році площа становила 21,67 км², з яких 21,57 км² — суходіл та 0,10 км² — водойми.

## Демографія
Згідно з переписом 2010 року, у місті мешкало 7049 осіб у 2432 домогосподарствах у складі 1726 родин. Густота населення становила 368 осіб/км².  Було 2805 помешкань (147/км²).
Расовий склад населення:
| - 52,4 % — білих - 30,6 % — чорних або афроамериканців - 0,5 % — корінних американців - 0,4 % — азійців - 14,1 % — осіб інших рас |

До двох чи більше рас належало 2,1 %. Частка іспаномовних становила 38,4 % від усіх жителів.
За віковим діапазоном населення розподілялося таким чином: 30,7 % — особи молодші 18 років, 56,7 % — особи у віці 18—64 років, 12,6 % — особи у віці 65 років та старші. Медіана віку мешканця становила 32,9 року. На 100 осіб жіночої статі у місті припадало 87,1 чоловіків;  на 100 жінок у віці від 18 років та старших — 82,6 чоловіків також старших 18 років.
Середній дохід на одне домашнє господарство  становив 52 008 доларів США (медіана — 45 650), а середній дохід на одну сім'ю — 59 266 доларів (медіана — 58 173). Медіана доходів становила 46 466 доларів для чоловіків та 21 410 доларів для жінок. За межею бідності перебувало 20,1 % осіб, у тому числі 21,8 % дітей у віці до 18 років та 32,7 % осіб у віці 65 років та старших.
Цивільне працевлаштоване населення становило 3203 особи. Основні галузі зайнятості: освіта, охорона здоров'я та соціальна допомога — 20,5 %, виробництво — 20,2 %, роздрібна торгівля — 14,5 %, сільське господарство, лісництво, риболовля — 9,8 %.

## Відомі люди
- Елвін Ейлі, танцюрист і хореограф
- Кетлін Блекшир, художниця
- Клей Кондлі, бейсбольний пітчер Вищої Ліги
- Нед Гарвін, бейсбольний пітчер Вищої Ліги
- Френк Гамер, міський маршал Навасоти і техаський рейнджер
- Рене Робер Кавельє де ла Саль, французький мандрівник, був убитий біля сучасного міста Навасота у 1687 році.
- Мілт Ларкін, музикант
- Менс Липскомб, блюзовий співак
- Чак Норріс, майстер бойових мистецтв, актор.